# Courmont (Aisne)
Courmont település Franciaországban, Aisne megyében. Lakosainak száma 123 fő (2022. január 1.). Courmont Le Charmel, Cierges, Fresnes-en-Tardenois, Ronchères és Trélou-sur-Marne községekkel határos.

## Népesség
A település népességének változása:
| Lakosok száma | 137  | 113  | 106  | 113  | 126  | 137  | 133  | 120  | 120  | 123  |
|               | 1968 | 1982 | 1990 | 2006 | 2013 | 2015 | 2017 | 2019 | 2020 | 2022 |